# Division 2 1984/85
Die Division 2 1984/85 war die 46. Austragung der zweithöchsten französischen Fußballliga. Es handelte sich seit 1970 um eine offene Meisterschaft mit Profis und Amateuren. Gespielt wurde vom 11. August 1984 bis zum 11. Mai 1985; von Mitte Dezember bis Mitte Januar gab es eine fünfwöchige Winterpause.
Zweitligameister wurde der Le Havre AC.

## Vereine
Teilnahmeberechtigt waren die 28 Vereine, die nach der vorangegangenen Spielzeit weder in die erste Division auf- noch in die dritte Liga (National) abgestiegen waren; dazu kamen drei Erstligaabsteiger und fünf Aufsteiger aus der National. Diese 36 Teilnehmer spielten in zwei überwiegend nach regionalen Gesichtspunkten eingeteilten Gruppen (eine mit Mannschaften aus dem Norden und Westen sowie eine mit Teams aus dem Süden und Osten).
Somit spielten in dieser Saison folgende Mannschaften um die Meisterschaft der Division 2:
- Gruppe A: US Dunkerque, US Valenciennes-Anzin, SC Abbeville, Aufsteiger SC Amiens, Le Havre AC, AS Red Star, Stade Français 92 Paris, Stade Reims, CS Sedan-Mouzon, FC Mulhouse, Racing Club Franc-Comtois Besançon, Aufsteiger SM Caen, US Orléans, LB Châteauroux, Absteiger Stade Rennes, SCO Angers, EA Guingamp, Stade Quimper
- Gruppe B: FC Gueugnon, CS Cuiseaux-Louhans, FC AS Grenoble, CS Thonon, Aufsteiger AEPB La Roche-sur-Yon, FC Limoges, Aufsteiger CO Le Puy, Absteiger AS Saint-Étienne, Olympique Lyon, Aufsteiger FC Valence, AS Béziers, FC Sète, Montpellier La Paillade SC, Olympique Alès, Absteiger Olympique Nîmes, FC Martigues, AS Cannes, OGC Nizza

Direkt aufstiegsberechtigt waren nur die jeweiligen Gruppenersten. Dazu kam eine Relegation zwischen dem am schlechtesten platzierten Erstligisten, der nicht direkt abstieg, und dem besten, nicht direkt aufstiegsberechtigten Zweitligisten.

## Saisonverlauf
Jede Mannschaft trug gegen jeden Gruppengegner ein Hin- und ein Rückspiel aus, einmal vor eigenem Publikum und einmal auswärts. Es galt die Zwei-Punkte-Regel; bei Punktgleichheit gab die Tordifferenz – und sollte auch die identisch sein, wie in dieser Spielzeit bei Limoges und Le Puy, die höhere Zahl erzielter Treffer – den Ausschlag für die Platzierung. In Frankreich wird bei der Angabe des Punktverhältnisses ausschließlich die Zahl der Pluspunkte genannt; hier geschieht dies in der in Deutschland zu Zeiten der 2-Punkte-Regel üblichen Notation.
Alle drei Erstligaabsteiger der Vorsaison spielten vorne mit und erreichten am Saisonende einen Tabellenplatz in ihrer Gruppe, der sie zur Teilnahme an den Barrages berechtigte. Der sofortigen Wiederaufstieg gelang allerdings nur der Elf aus Rennes, während der seinerzeitige französische Rekordmeister aus Saint-Étienne darin scheiterte. Le Havre AC, der Doyen des französischen Fußballs, feierte nach 1938 und 1959 bereits zum dritten Mal den Gewinn der Zweitligameisterschaft. Von den fünf Aufsteigern aus der dritten Liga konnten lediglich zwei die Klasse erhalten, darunter mit CO Le Puy ein absoluter D2-Neuling. Der traditionsreiche Hauptstadtklub Stade Français 92 hingegen spielte zwar die Saison noch zu Ende, erreichte auch einen Rang im Tabellenmittelfeld, zog sich anschließend wegen Zahlungsunfähigkeit allerdings in den Amateurspielbetrieb zurück und verließ die zweite Liga.
In den 612 Begegnungen wurden 1.529 Treffer erzielt; das entspricht einem Mittelwert von 2,5 Toren je Spiel. Erfolgreichste Torschützen waren in Gruppe A der Däne John Eriksen (Mulhouse) mit 27 und in Gruppe B der Argentinier Jorge Domínguez (Nizza) mit 28 Treffern; die Liga-Torjägerkrone gewann somit Domínguez. Zur folgenden Spielzeit kamen mit FC Rouen, FC Tours und Racing Paris drei Absteiger aus der Division 1 hinzu; aus der dritthöchsten Liga stiegen aufgrund des Rückzugs von Stade Français diesmal sogar sechs Mannschaften auf, nämlich AS Beauvais-Marissel, EAC Chaumont, FC Montceau, FC Lorient, Chamois Niort und Istres Sports.

## Abschlusstabellen

### Gruppe A
| Pl. | Verein                  | Sp. | S  | U  | N  | Tore    | Diff. | Punkte |
| --- | ----------------------- | --- | -- | -- | -- | ------- | ----- | ------ |
| 1.  | Le Havre AC             | 34  | 24 | 4  | 6  | 069:200 | +49   | 52:16  |
| 2.  | FC Mulhouse             | 34  | 22 | 6  | 6  | 062:250 | +37   | 50:18  |
| 3.  | Stade Rennes (A)        | 34  | 20 | 6  | 8  | 051:210 | +30   | 46:22  |
| 4.  | US Orléans              | 34  | 15 | 13 | 6  | 034:190 | +15   | 43:25  |
| 5.  | EA Guingamp             | 34  | 17 | 8  | 9  | 047:330 | +14   | 42:26  |
| 6.  | US Valenciennes-Anzin   | 34  | 15 | 10 | 9  | 046:360 | +10   | 40:28  |
| 7.  | Racing FC Besançon      | 34  | 12 | 12 | 10 | 047:360 | +11   | 36:32  |
| 8.  | CS Sedan-Mouzon         | 34  | 12 | 12 | 10 | 036:360 | ±0    | 36:32  |
| 9.  | Stade Quimper           | 34  | 11 | 11 | 12 | 040:430 | −3    | 33:35  |
| 10. | AS Red Star             | 34  | 12 | 9  | 13 | 032:370 | −5    | 33:35  |
| 11. | SM Caen (N)             | 34  | 11 | 11 | 12 | 033:400 | −7    | 33:35  |
| 12. | Stade Reims             | 34  | 10 | 12 | 12 | 031:440 | −13   | 32:36  |
| 13. | Stade Français 92 Paris | 34  | 9  | 11 | 14 | 037:430 | −6    | 29:39  |
| 14. | US Dunkerque            | 34  | 9  | 7  | 18 | 033:460 | −13   | 25:43  |
| 15. | SC Abbeville            | 34  | 6  | 13 | 15 | 035:560 | −21   | 25:43  |
| 16. | SCO Angers              | 34  | 8  | 6  | 20 | 037:600 | −23   | 22:46  |
| 17. | SC Amiens (N)           | 34  | 6  | 8  | 20 | 023:510 | −28   | 20:48  |
| 18. | LB Châteauroux          | 34  | 3  | 9  | 22 | 025:720 | −47   | 15:53  |

Platzierungskriterien: 1. Punkte – 2. Tordifferenz – 3. geschossene Tore

| (A) | Absteiger aus der Division 1 1983/84 |
| (N) | Neuaufsteiger                        |

### Gruppe B
| Pl. | Verein                     | Sp. | S  | U  | N  | Tore    | Diff. | Punkte |
| --- | -------------------------- | --- | -- | -- | -- | ------- | ----- | ------ |
| 1.  | OGC Nizza (A)              | 34  | 20 | 10 | 4  | 073:290 | +44   | 50:18  |
| 2.  | AS Saint-Étienne (A)       | 34  | 20 | 8  | 6  | 066:220 | +44   | 48:20  |
| 3.  | Olympique Nîmes (A)        | 34  | 15 | 12 | 7  | 064:370 | +27   | 42:26  |
| 4.  | Montpellier La Paillade SC | 34  | 15 | 11 | 8  | 059:370 | +22   | 41:27  |
| 5.  | CS Thonon                  | 34  | 15 | 8  | 11 | 048:390 | +9    | 38:30  |
| 6.  | Olympique Alès             | 34  | 12 | 11 | 11 | 033:280 | +5    | 35:33  |
| 7.  | Olympique Lyon             | 34  | 13 | 9  | 12 | 041:390 | +2    | 35:33  |
| 8.  | AS Cannes                  | 34  | 12 | 10 | 12 | 041:410 | ±0    | 34:34  |
| 9.  | FC Gueugnon                | 34  | 11 | 11 | 12 | 039:500 | −11   | 33:35  |
| 10. | FC Sète                    | 34  | 12 | 8  | 14 | 048:590 | −11   | 32:36  |
| 11. | FC AS Grenoble             | 34  | 14 | 4  | 16 | 035:520 | −17   | 32:36  |
| 12. | FC Martigues               | 34  | 10 | 11 | 13 | 042:430 | −1    | 31:37  |
| 13. | FC Limoges                 | 34  | 9  | 13 | 12 | 037:480 | −11   | 31:37  |
| 14. | CO Le Puy (N)              | 34  | 12 | 7  | 15 | 034:450 | −11   | 31:37  |
| 15. | AS Béziers                 | 34  | 11 | 8  | 15 | 045:560 | −11   | 30:38  |
| 16. | CS Cuiseaux-Louhans        | 34  | 10 | 9  | 15 | 039:450 | −6    | 29:39  |
| 17. | AEPB La Roche-sur-Yon      | 34  | 9  | 11 | 14 | 039:600 | −21   | 29:39  |
| 18. | FC Valence (N)             | 34  | 3  | 5  | 26 | 028:810 | −53   | 11:57  |

Platzierungskriterien: 1. Punkte – 2. Tordifferenz – 3. geschossene Tore

| (A) | Absteiger aus der Division 1 1983/84 |
| (N) | Neuaufsteiger                        |

## Ermittlung des Meisters
Die beiden Gruppensieger trafen in Hin- und Rückspiel aufeinander, um den diesjährigen Meister der Division 2 zu ermitteln. Dabei setzte Le Havre sich dank eines 3:0-Siegs und eines 2:2-Unentschiedens gegen Nizza durch und gewann so die diesjährige Zweitligameisterschaft.
| Gruppe B  | Gesamt | Gruppe A    | Hinspiel | Rückspiel |
| --------- | ------ | ----------- | -------- | --------- |
| OGC Nizza | 2:5    | Le Havre AC | 2:2      | 0:3       |

## Relegation
Die Gruppenzweiten und -dritten kämpften in einer zweistufigen Ausscheidung darum, wer von ihnen gegen den Erstliga-18. FC Rouen um einen weiteren Aufstiegsplatz in die höchste Spielklasse spielen durfte. Zunächst trafen die beiden Gruppenzweiten in einem einzigen Spiel jeweils auf den Dritten der anderen Gruppe; hierbei setzten sich Mulhouse gegen Nîmes sowie Rennes gegen Saint-Étienne jeweils mit 2:0 durch und trafen anschließend – nun wieder in Hin- und Rückspiel – aufeinander. Dabei gewannen die Bretonen beide Begegnungen gegen die Elsässer (1:0 und 4:2).
Danach gewannen Rennes und Rouen jeweils mit 1:0; im erforderlichen Elfmeterschießen setzte sich Rennes mit 7:6 durch und stieg somit als dritter Zweitdivisionär in die Division 1 auf.
|                                | Ergebnis |                               |
| ------------------------------ | -------- | ----------------------------- |
| FC Mulhouse (2. Gruppe A)      | 2:0      | Olympique Nîmes (3. Gruppe B) |
| AS Saint-Étienne (2. Gruppe B) | 0:2      | Stade Rennes (3. Gruppe A)    |

| Sieger Spiel 2 | Gesamt | Sieger Spiel 1 | Hinspiel | Rückspiel |
| -------------- | ------ | -------------- | -------- | --------- |
| Stade Rennes   | 5:2    | FC Mulhouse    | 1:0      | 4:2       |

| Division 1 | Gesamt          | Division 2   | Hinspiel | Rückspiel |
| ---------- | --------------- | ------------ | -------- | --------- |
| FC Rouen   | 1:1 (6:7 i. E.) | Stade Rennes | 1:0      | 0:1 n. V. |